# Себастијан Лехнер
Себастијан Лехнер (Осијек, 1921 - Београд, 1945) био је српски цртач стрипова немачког порекла.
Најпознатији стрипови: „Џарто, јунак преисторијског доба“, „Тајанствено острво у Тихом океану“, „Житељи планете Монип“, „Принц Балчо“, „Зигфрид“.

## Стрипографија

### „Паја Патак“
- „Џарто, јунак преисторијског доба” 1938/39. (недовршено)

- „Тајанствено острво у Тихом океану” 1938.

- „Житељи планете Монип” 1938/39. (недовршено)

### „Микијево царство“
- „Господар света” 1939. (према роману Жила Верна)

- „Џарто – син сунца”1939.

- „Сигфрид” 1939.

- „Сигфрид”- II епизода, 1939.

- „Сигфрид” – III епизода 1939/40.

- „Џарто – син сунца” – II епизода 1940.

- „Џарто - син сунца „- III епизода 1940.

- „Џарто – син сунца” – IV епизода, 1940.

- „Џарто - син сунца” – V. епизода 1940.

- „Принц Биалчо” 1940/41.

- „Џарто - син сунца” - VI епизода 1940/41.

- „Принц Биалчо” – II епизода 1941. (недовршено)